# Suiza en los Juegos Olímpicos de París 1924
Suiza estuvo representada en los Juegos Olímpicos de París 1924 por un total de 141 deportistas que compitieron en 17 deportes.

## Medallistas
El equipo olímpico suizo obtuvo las siguientes medallas:
| Nombre | Deporte            | Competición                      |
| --- | ------------------ | -------------------------------- |
| Oro |                    |                                  |
| August Güttinger                                                                                                  | Gimnasia artística | Paralelas M                      |
| Josef Wilhelm | Gimnasia artística | Caballo con arcos M              |
| Alphonse Gemuseus (Lucette)                                                                                       | Hípica             | Saltos ind.                      |
| Hermann Gehri | Lucha libre        | 72 kg M                          |
| Fritz Hagmann | Lucha libre        | 79 kg M                          |
| Édouard Candeveau Alfred Felber Émile Lachapelle                                                                  | Remo               | Dos con timonel (M2+) M          |
| Émile Albrecht Walter Lossli Alfred Probst Eugen Sigg Hans Walter Émile Lachapelle                                | Remo               | Cuatro con timonel (M4+) M       |
| Plata |                    |                                  |
| Paul Martin | Atletismo          | 800 m M                          |
| Wilhelm Schärer                                                                                                   | Atletismo          | 1500 m M                         |
| Equipo | Fútbol             | Torneo M                         |
| Jean Gutweniger                                                                                                   | Gimnasia artística | Barra fija M                     |
| Jean Gutweniger                                                                                                   | Gimnasia artística | Caballo con arcos M              |
| Friedrich Hünenberger                                                                                             | Halterofilia       | 82,5 kg M                        |
| Alphonse Gemuseus (Lucette) Werner Stuber (Girandole) Hans Bühler (Sailor Boy) Henri von der Weid (Admiral)       | Hípica             | Saltos por eqs.                  |
| Henri Wernli | Lucha libre        | +87 kg M                         |
| Bronce |                    |                                  |
| Antoine Rebetez                                                                                                   | Gimnasia artística | Caballo con arcos M              |
| August Güttinger                                                                                                  | Gimnasia artística | Escalada con cuerda M            |
| Hans Grieder August Güttinger Jean Gutweniger Georges Miez Otto Pfister Antoine Rebetez Carl Widmer Josef Wilhelm | Gimnasia artística | Concurso completo por eqs. M     |
| Arthur Reinmann                                                                                                   | Halterofilia       | 60 kg M                          |
| Otto Müller | Lucha libre        | 72 kg M                          |
| Charles Courant                                                                                                   | Lucha libre        | 87 kg M                          |
| Josef Schneider                                                                                                   | Remo               | Scull ind. (M1x) M               |
| Rudolf Bosshard Heinrich Thoma                                                                                    | Remo               | Doble scull (M2x) M              |
| Émile Albrecht Alfred Probst Eugen Sigg Hans Walter                                                               | Remo               | Cuatro sin timonel (M4-) M       |
| Josias Hartmann                                                                                                   | Tiro               | Rifle en posición tendida 50 m M |